# Huiswaard
Huiswaard is een wijk van de stad Alkmaar, in de Nederlandse provincie Noord-Holland, gelegen tussen de stad Alkmaar en het dorp Koedijk.
Het is van oorsprong een gehucht waarvan de naam, Huyswaert, al voorkwam in een officieel stuk uit 1323. Het is altijd klein gebleven: in 1930 stonden er 13 bewoonde huizen. Daaraan veranderde praktisch niets tot het zuidelijk gedeelte van de gemeente Koedijk bij Alkmaar werd gevoegd, op 1 oktober 1972. Toen werd het oude Huiswaard grotendeels gesloopt. Het terrein werd opgespoten ten behoeve van de stadsuitbreiding van Alkmaar en diende als bodem voor nieuwbouwwijk Huiswaard.
Het oorspronkelijke Huiswaard is opgesplitst in een tweetal wijken van Alkmaar, Huiswaard I en Huiswaard II. Er zijn nog een klein aantal oude boerderijen (gelegen in Huiswaard I) die herinneren aan de tijd van voor de sloop van het oude Huiswaard. Deze liggen aan of nabij de Rekerdijk, waar de Rekere de scheiding vormt tussen Huiswaard I en Huiswaard II.
Tegenwoordig wordt de gehele uitbreiding tussen Alkmaar enerzijds en Koedijk en Sint Pancras anderzijds aangeduid als de wijk Huiswaard. Deelplannen van deze uitbreiding droegen dan ook creatieve namen als Huiswaard 3a, 3b, 4a en 4b. De later gegeven alternatieve namen (bijvoorbeeld Huiswaard 4 werd Het Rak) zijn niet aangeslagen. Nieuwere deelplannen kregen wel eigen namen en gaan ook als zodanig door het leven (bijvoorbeeld De Mare en Daalmeer).
Een bijzonderheid aan Huiswaard is ook stedenbouwkundige opzet. De gangbare mode aan stedenbouw is nauwkeurig te volgen aan Huiswaard I (o.a. hoge flats en woningen met inpandige garage aan strakke wegen; weinig variëteit in woningen), Huiswaard II (weinig flats, veel variëteit in woningtypen, straten gebouwd volgens het woonerf-model met kronkelige straten en veel groen. Poging tot het scheiden van autoverkeer en voetgangers door middel van voetgangersbruggen) en Huiswaard 3 en 4 (geen flats, alternatieve bouwvormen, grote variëteit aan woningtypen binnen een eenduidig uiterlijk).

## Straatnamen

### Huiswaard I
- Hargewaard
- Hiemerwaard
- Hornwaard
- Sluiswaard
- Stetwaard
- Stikkelwaard
- Bannewaard
- Bregwaard
- Broekerwaard
- Muiderwaard
- Drechterwaard
- Tochtwaard

### Huiswaard II
- Ilpenwaard
- Rijperwaard
- Koggewaard
- Winkelwaard
- Schinkelwaard
- Vennewaard
- Vlietwaard
- Kreekwaard
- Rinnewaard
- Lekerwaard
- Heinenwaard
- Slochterwaard